# 2007年バスケットボール男子アフリカ選手権
2007年FIBAアフリカ男子バスケットボール選手権（2007 FIBA Africa Basketball Championship）は、アンゴラで開催されたバスケットボールアフリカ選手権男子大会。
全16ヶ国が出場し、開催国であるアンゴラが5大会連続9回目の優勝を飾り、北京オリンピック出場権を獲得した。カメルーン・カーボベルデは世界最終予選に進む。

## 最終結果
| 順位 | 国               |
| ---- | ---------------- |
| 1    | アンゴラ         |
| 2    | カメルーン       |
| 3    | カーボベルデ     |
| 4    | エジプト         |
| 5    | ナイジェリア     |
| 6    | チュニジア       |
| 7    | 中央アフリカ     |
| 8    | コートジボワール |
| 9    | セネガル         |
| 10   | モロッコ         |
| 11   | マリ             |
| 12   | ルワンダ         |
| 13   | 南アフリカ共和国 |
| 14   | モザンビーク     |
| 15   | コンゴ民主共和国 |
| 16   | リベリア         |